# Ittiosi lamellare
Per ittiosi lamellare, nota anche con il termine ittiosi lamellare recessiva, in campo medico, si intende una patologia dermatologica, una condizione autosomica recessiva, la seconda forma di ittiosi più grave dopo l'ittiosi Arlecchino.

## Epidemiologia
La sua incidenza è stata calcolata 1 su 600 000 persone (tra 1:100000 e e 1 su 1 milione), e si manifesta sin dalla nascita.

## Tipologia
Esistono 2 forme distinte:
- Ittiosi lamellare non eritrodermica (NELI)
- Ittiosi lamellare eritrodermica (ELI) chiamata anche Eritrodermia ittiosiforme congenita non bollosa

## Sintomatologia
I neonati appaiono avvolti da uno strato cutaneo aggiuntivo, una membrana di collodio che poi si distacca. Fra i sintomi e i segni clinici ritroviamo desquamazione, distrofie ungueali, ectropion neonatale e più raramente eclabion. La pelle è spessa, secca e rigida (cheratosi), anche se meno che nell'ittiosi Arlecchino, e le placche da spaccatura della pelle sono più piccole. Le infezioni batteriche che si possono sviluppare a seguito della fessurazione della pelle sono fattore di rischio, essendo le spaccature e la perdita di pelle potenziali via di infezione; soprattutto nel neonato si può rischiare la setticemia. Come in tutte le ittiosi la desquamazione produce anche ipoidrosi con pericolo di ipertermia a causa di mancanza di respirazione della pelle.

## Eziologia
La causa è genetica, fra i geni coinvolti: TGM1, ABCA12 e CYP4F22.

## Terapia
Si somministrano emollienti e cheratolitici locali e retinoidi per via orale nei casi gravi. L'aspettativa di vita è normale una volta superata la fase neonatale, con periodi di esarcebazione e possibili problemi psicologici dovuti all'aspetto della pelle e all'impatto della malattia.